# Vodeno hlađenje računara
Vodeno hlađenje računara je proces uklanjanja toplote iz komponenata i industrijske opreme. Vodeno hlađenje koristi vodu kao sredstvo hlađenja. Obično se koristi za hlađenje bloka motora sa unutrasnjim sagorijevanjem u automobilima ,kao i u industrijskim postrojenjima. U skorije vrijeme se koristi za hlađenje glavnih komponenti unutar vrhunskih personalnih računara.
Problem s kojim ćemo se pokušati suočiti u ovom tekstu je zasigurno poznat svima koji posjeduju procesor klase P2 ili brži. Radi se o tome da se procesori zagrijavaju te je potrebno koristiti neki od načina za njihovo aktivno hlađenje. Uobičajeni način rješavanja ovog problema je pomoću nekog od mnogobrojnih procesorskih kulera koji se sastoje od pasivnog hladnjaka i ventilatora. Za većinu će ova metoda biti dovoljna i neće razmišljati o alternativnim naćinima hlađenja. Međutim ukoliko nas muče neki od problema kao što su buka i efikasnost hlađenja najčešći izbor je vodeno hlađenje.
Princip rada vodenog hlađenja je vrlo jednostavan, a najlakše ga je uporediti sa sistemom hlađenja bloka motora u automobilima. Osnovne komponente sistema su vodeni blok, pumpa za vodu i radijator (tj. hladnjak) za hlađenje vode. Naravno, potrebna je i izvjesna količina cijevi, šelni i eventualno reduktora promjera ili T/Y nastavaka.
Osnovni dijelovi vodenog hlađenja su : vodeni blok, pumpa, crijeva (cijevi), radijator, rezervoar ventilator, spojnice.

## Vodeni blok
Vodeni blok je jedan od najvažnijih dijelova sistema za hlađenje vodom. Kao i kod klasičnih računarskih hladnjaka, jedini element koji je u dodiru s jezgrom centralnog procesora i procesora grafičke kartice, ili nekim trećim dijelom koji želimo hladiti jest blok toplotno dobro provodljivog materijala, najčešće od aluminijuma ili još bolje bakra, čija je toplotna provodljivost superiorna drugim komercijalno lako dostupnim materijalima. Modernija vodena hlađenja takođe nude blokove od srebra. Ovaj dio vodenog bloka naziva se baza. Baza mora biti što kvalitetnije završno obrađena, kako bi se osigurao kvalitetan spoj s dijelom koji hladimo. Golom oku nevidljive nesavršenosti takve vrste ispravljaju se upotrebom termalne paste.
Gornji dio vodenog bloka sadrži priključke za crijeva i prostor namijenjen protoku vode, koji se izradom razlikuje zavisno od proizvođača i u principu je ključan faktor pri određivanju kvaliteta samog bloka. U prošlosti se smatralo da bolji protok rashladne tečnosti kroz gornji dio vodenog bloka daje bolje performanse pa su se tečnosti davale spiralne, "S" i slične putanje, no iskustvo je pokazalo da se bolje odvođenje toplote postiže ukoliko se tečnost na tom mjestu učini turbulentnijom, čak i ako sam protok
pritom biva smanjen. Zbog toga se u gornjem dijelu kvalitetnih vodenih blokova nalazi mreža vertikalnih pinova ili neka varijanta ovakvog rješenja.

## Pumpa
Svrha i primjena pumpe kao dijela vodenog hlađenja vrlo je jasna. Riječ je o elementu koji se brine za protok rashladne tečnosti kroz sistem, a u praksi se može naći unutar rezervoara gdje je uronjen u rashladnu tečnost ili kao samostalna, spoljna jedinica.Kao samostalna je najčešće slučaj kod vodenih hlađenja nastalih samogradnjom, dok ćete pumpe uronjene u rashladnu tečnost naći u većini fabričkih rješenja . Osnovna karakteristika za opisivanje performansi pumpe jeste količina vode koju ona može potjerati kroz rashladni sistem u jednom satu, uz pretpostavku da protok nije ničim spriječen i ne odvija se u smjeru suprotnom od djelovanja gravitacije. Ova vrijednost izražava se u galonima po satu (GPH). Pravilo je da kod vodenih hlađenja koja hlade isključivo centralni procesor pumpa treba isporučiti oko 150 GPH, a ako se želji isključivo hladiti i grafička kartica, i čvrsti diskovi, treba ići na barem 300 GPH.
Postoji više proizvođača pumpi koje se obično koriste u sistemima za hlađenje vodom:
- Maxijet-njihove pumpe su jeftinije ali dobro rade u većini sistema.Modeli 900 i 1200 su najpopularniji za hlađenje vodom.
- Eheim-njihove pumpe su pouzdane,visokog kvaliteta,i namijenjene su za u akvarijumima.Modeli 1048 I 1250 su najpopularniji za hlađenje vodom.
- Danner- hjihove pumpe su pouzdane i namijenjene su za upotrebu u ribnjacima.Modeli Mag2 i Mag3 su najpopularniji za hlađenje vodom.
- Iwaki-njihove pumpe su izuzetno pouzdane i skupe.Za hlađenje vodom obično se koristi model MD-15R.

## Rezervoar
S obzirom da rezervoar u teoriji nije nužno potreban za rad vodenog hlađenja, mnogi njegovim zaobilaženjem nastoje smanjiti krajnju cijenu sistema, no time se (najčešće) nesvjesno odriču dijela performansi i, što je možda i važnije, jednostavnosti održavanja čitavog sistema. Glavne prednosti ugrađivanja rezervoara su izuzetno jednostavno dolijevanje rashladne tečnosti i efikasno rješavanje vazdušnih mjehurića koji redovno nastaju prilikom prvog pokretanja vodenog hlađenja kao posljedica nedovoljne i neravnomjerne ispunjenosti rashladne tečnosti, a svojim djelovanjem smanjuju učinak odvođenja toplote (logično, voda bolje odvodi toplinu od vazduha). U slučajevima kad pumpa nije unutar samog rezervoara, on se ugrađuje odmah nakon nje, a veličinom ga valja prilagoditi karakteristikama pumpe. Potrebna veličina rezervoara raste s povećanjem protočnosti pumpe, tako da ćete za vrijednosti od 50 GPH trebati 250-mililitarske posude, za 100 GPH 500-mililitarske, a za, 150 GPH 1.000-mililitarske.

## Crijeva
Ne treba posebno naglašavati da je uloga crijeva provođenje rashladne tečnosti između pojedinih elemenata vodenog hlađenja, no svakako je korisno istaknuti kakvog bi unutrasnjeg promjera trebala biti te koje materijale valja izbjegavati, a na koje obratiti posebnu pažnju. Dimenzije crijeva diktirane su izradom priključaka na krajevima ostalih elemenata rashladnog sistema, a u svojoj standardnoj izradi imaju unutrasnji promjer od pola inča(1,27 cm), spoljasnji promjer od tri četvrtine inča(1,905cm) te debljine osmine inča(0,3175cm). Što se materijala tiče, najpopularnije su PVC(od polivinil hlorida) ,silikonske i vinil cijevi.U većini konstrukcija PVC i vinil cijevi će biti sasvim dobre.Dvije poznate firme koje ih proizvode su Tygon i ClearFlex. ClearFlex i posebno Tygon crijeva ili ti cijevi su izrazito žilava, zbog čega se mogu po želji savijati u malim prostorima, a da ne dođe do "presavijanja" koje bi upropastilo protok rashladne tečnosti, a time i hlađenje.

## Spojnice creva(“šelne”)
Iako su spojevi pravilno dimenzioniranih cijevi na krajevima elemenata vodenog hlađenja sami po sebi izrazito čvrsti, apsolutno je neophodno ova mjesta dodatno osigurati spojnicama. Ovaj element je u odnosu na ostatak sistema gotovo smiješno jeftin, a efektivno će otkloniti mogućnost havarije računara u katastrofalnom, ali ne i nemogućem scenariju prekida nekog od spojeva i izlijevanja rashladne tečnosti po računarskim komponentama. Većina spojnica koje se koriste u računarskim vodenim hlađenjima izrađena su od plastike i stežu se pomoću sistema zubaca, no njihova je mana što ih je gotovo nemoguće skinuti bez uništenja, ako se za tim ukaže potreba. Neki korisnici mogu posegnuti i za metalnom varijantom kakva se koristi u automehanici, no u tom slučaju treba pripaziti da prilikom stezanja ne dođe do oštećenja cijevi. Takođe se mogu upotrijebiti takozvane opružne spojnice koje se kliještima rašire i postave na odgovarajuće mjesto i po otpuštanju odlično osiguravaju spoj cijevi i elementa vodenog hlađenja.

## Radijator
Kao što mu ime kaže, radijator je element zadužen za preuzimanje toplote sa zagrijane vode i njenu disipaciju u okolinu. U većini vodenih hlađenja radijatori su izrađeni od aluminijuma, a razloga tome je nekoliko. Osim niske cijene, aluminijum se može pohvaliti malenom masom, ali i sposobnošću lijevanja u vrlo složene oblike, što s bakrom nije slučaj. Složenim oblikovanjem samih radijatora dobija se velika aktivna površina, a time i bolje odvođenje toplote sa zagrijane rashladne tečnosti. Kako bi se toplota što bolje disipirala, radijatori su takođe opremljeni ventilatorom. Većina proizvođača u te svrhe bira 120-milimetarske ventilatore jer su kod niskog broja okretaja i uz vrlo malo buke u stanju ponuditi izvrsne performanse.Izrade s parom 80-milimetarskih ventilatora iz istog razloga valja izbjegavati. U mnogim vodenim hlađenjima kućne izrade funkciju radijatora vrlo dobro obavlja hladnjak automobila, što je zgodan način uštede prilikom konstrukcije ovakvog sistema.
Imamo :
-cijev i peraja –ovakav radijator se sastoji od cijevi koja ide kroz skup peraja.Radijator “Cijev i peraja”ima veliku otpornost u protoku vode,zbog savijanja u cijevima I malom odavanju toplote,usled glatke povrsine unutar cijevi.Takvi radijatori su manje proizvodne cijene od drugih.
-“bong”(isparavajuca kula za hlađenje)-ovaj radijator radi koristeći izmjenu temperature vode prilikom njenog isparavanja.Većina radijatora “Bong” sastoji se od velike cijevi sa uređajem u stilu glave tuša na vrhu i povratnog rezervoara na dnu.Neki imaju ventilatore koji duvaju u cijev.Ispravno podešen “bong”radijator može da ohladi vodu ispod temperature okoline.Postoji nekoliko urođenih nedostataka “bong“ radijatora,oni naime često zahtijevaju da se ponovo napune i teški su za izgradnu i transport.Prilikom biranja radijatora modela “Cijev i peraja” važno je da znamo koliko ima FPI-a (Fins Per Inch) tjst. peraja po inču.Što je veći broj peraja to će hlađenje biti bolje, naravno to će zahtevati i bolje ventilatore.

## Ventilator
Ventilator (kuler) služi za hlađenje radijatora. Ako ventilator ima veći broj okretanja ima bolju efikasnost hlađenja međutim donosi veću buku, dok sa manje okretanja slabije hladi, ali je tiši.Za takva hlađenja preporučljivo je da se koriste ventilatori ,,visokog statičnog pritiska” (High Static Pressure).Ovakvim ventilatorima nije svrha što veći protok vazduha u kućište, već što jače guranje vazduha kroz radiatore.

## Princip rada
Rashladna tečnost koja je iz rezervoara uvučena u pumpu dolazi na impeler (rotirajući cilindar koji prenosi energiju s motora pumpe na tečnost i to tako da je tjera od središta rotacije) i izbacuje se na njenom izlažu. Parametri za opisivanje performansi pumpe su pritisak i količina vode koju ona može potjerati kroz rashladni sistem u sat vremena, izražena u galonima po satu (GPH). Karakteristike pumpe biraju se prema namjeni vodenog hlađenja.
Zagrijana rashladna tečnost ulazi u radijator i nailazi na sistem aluminijumskih/bakrenih listića. Zbog visoke toplotne provodljivosti aluminijuma dolazi do osjetnog pada temperature rashladne tečnosti te ona ohlađena napušta radijator. Kroz tijelo radijatora prolazi vazduh proizveden ventilatorom koji se na njega montira, tako da se akumulirana toplota izduvava i disipira u okolini.
Ohlađena rashladna tečnost ulazi u vodeni blok, prolazi putanjom definisanom konstrukcijskom izradom samog bloka i na sebe preuzima toplotu koju je baza bloka prikupila s elemenata na koji je učvršćena (centralni procesor, procesor grafičke kartice, čipset, elektronika čvrstog diska i slično). Što je veća površina vodenog bloka izložena prolasku rashladne tečnosti, odvođenje toplote će biti bolje.
Po izlasku iz vodenog bloka rashladna tečnost ulazi u rezervoar, jedini element vodenog hlađenja koji omogućava oslobađanje eventualnih vazdušnih mjehurića, inače ogromnog problema sistema bez ovog elementa. Budući da se u odnosu na crijeva radi o prostoru mnogo većeg volumena, rashladna tečnost se po ulasku u rezervoar značajno usporava, tako da oni moraju biti konstruirani na način da omogućavaju što brži nastavak cirkulacije.

## Rashladna tečnost
Iako naoko banalna, problematika odabira rashladne tečnosti i te kako je važna za krajnje performanse vodenog hlađenja. Strašna greška slabije upućenih jeste ulijevanje vode iz gradskog vodovoda u netom kupljeni ili samostalno konstruirani sistem. Takva tvrda voda predstavlja ozbiljan problem jer se iz nje izlučuje i taloži kamenac koji s vremenom prekriva sve površine u dodiru s vodom i time ih naprosto upropaštava. Stoga treba koristiti destilovanu,demineralizovanu ili redestilovanu vodu dodatno obogaćenu aditivima za sprečavanje stvaranja algi i korozije (spoj aluminijumskog radijatora i bakrenog vodenog bloka posredstvom vode ponaša se kao svojevrsna pseudo-baterija). Potrebni aditivi dostupni su u malim dozama (idealna rashladna tečnost sadrži 95% destilirane vode, 5% antikorozivnog sredstva i nekoliko kapi sredstva protiv algi) i mogu se kupiti u svakoj trgovini koja se bavi prodajom vodenih hlađenja.Takva tečnost može se obojiti zarad lepšeg uklapanja u računar, obavezno je napomenuti da postoje specijalne farbe za to.Ovaj postupak bojenja tečnosti ima i zanemarljivu manu, a ona je podizanje temperature za par stepeni.

## Održavanje
Održavanje dobro konstruiranog vodenog hlađenja gotovo je smiješno jednostavno. Kako biste se riješili naknadnih briga oko stanja njegovih komponenata, obavezno u rashladnu tečnost dodajte antikorozivno sredstvo (naravno, samo ako u paketu s kupljenim sistemom niste dobili ili naknadno nabavili fabričku rashladnu tečnost koja je već obogaćena potrebnim dodacima). Povremeno provjeriti nivo tečnosti u rezervoaru i po potrebi je doliti. Takođe, jednom godišnje je poželjno obaviti detaljniji pregled sistema u potraži za korozijom te očistiti ventilator radijatora. Prašina koja će se na njemu neminovno nakupiti smanjuje mu performanse i povećava buku, a najlakše se skida vazduhom iz kompresora.

## Zaključak
Hlađenje vodom može da bude zabavan način da utišate svoj računar i podignete mu performansu.Kao i izgradnja računara izrada sistema za hlađenje računara vodom je poučno iskustvo,koje će vam ustedjeti nešto novca i dati bolju performansu nego kad biste ga kupili novog.